# Крајпуташи у Ивањици

Крајпуташи у Ивањици налазе се у близини Ветеринарске станице, куда је некада кроз Ивањицу водила стара траса пута Чачак–Ивањица–Јавор преко реке Моравице.
Крајпуташи су подигнути у помен војницима Драгачевског батаљона ― Петру Зучковићу из села Луке и Аћиму Милутиновићу из Осонице, који су погинули у борбама вођеним током Другог српско-турског рата на самом почетку 1878. године.
Оба споменика рад су моравичког каменоресца Мијаила Мила Поповића (1848-1886) из Свештице.

## Крајпуташ Петру Зучковићу (†1878)

### Опис и стање споменика
Споменик је у облику квадра, од пешчара, димензија 145х40х27 cm. На предњој страни линеарно је приказан војник у ставу „мирно”, који уз тело држи пушку са бајонетом. У односу на фигуру која је приказана плошно, само глава непрепознатљивог лика дочарава утисак благе тродимензионалности. 
Крајпуташ је релативно добро очуван, прекривен наслагама лишаја. У доњој зони видљив је прелом који је накнадно саниран малтером.
Оборена „капа” и полулоптасто испупчење на темену споменика сведоче да је некада имао камену покривку.

### Епитаф
На бочним странама споменика уклесан је текст епитафа. У урезима слова још су присутни трагови првобитне полихромије.
Натпис гласи:
Овај спомен показује тјело
ПЕТРА ЗУЧКОВИЋА
из села Лука
бив. храброг војника друге класе
баталиона Драгачевског
који је у 40-тој год. живота
погинуо за славу и слободу Срба.
Јуначки борећи се противу Турака
погинуо у рату на Соколовици
1. јануара 1878. год.
Бог да му душу прости.
Знак овај подигоше му брат Сретен
и синови Коста, Богосав и Милован.
Писао Ми ... Поповић из Свјештице.

## Крајпуташ Аћиму Милутиновићу (†1878)

### Опис и стање споменика
Споменик је у облику квадра од жућкастог пешчара, димензија 170х35х28 cm. На фронталној страни линеарно је приказан је војник који држи пушку са бајонетом. Глава са војничком шакајчом, моделована у плиткој четвртастој ниши, делује нешто пластичније. Посебну пажњу привлачи детаљан приказ опанака у које је војник обувен.
Крајпуташ је прекривен оштећењима и наслагама лишаја. Некадашњи прелом (у висини 1/3 споменика) сада је саниран малтером. 

### Епитаф
На бочним странама, испод крстова оперважених ловоровим венцем, уклесан је текст епитафа:
Овај биљег
показује вјечну успомену
почивш.
АЋИМА МИЛУТИНОВИЋА
из села Осонице,
бившег храброг војника
друге кл. баталиона
Драгачевског коњ.
У 45. годин. живота свог
јуначки борећи се против Турака
за славу и слободу
своје браће Срба,
погинуо у битки код Пазара
1. јануара 1878. год.
Бог да му душу прости.
Овај спомен подигоше синови
Владимир и Никола
са млађом браћом.